# Frederik Van Rossum (componist)
Frederik / Frédéric Van Rossum (Elsene, 5 december 1939 – Bouge, 24 februari 2025) was een Belgisch componist en pianist.

## Leven
Van Rossum studeerde aan het Koninklijk Conservatorium Brussel. Docenten waren Marcel Quinet en André Souris. Op een aantal studiereizen binnen Europa maakte hij kennis met componisten Goffredo Petrassi en Witold Lutosławski.
Naast zijn bezigheden als componist wijdde hij zich aan het lesgeven aan de Koninklijke Conservatoria van Brussel (piano van 1965-1968, muziektheorie in 1971-1991) en Luik (contrapunt van 1968-1971). Hij leidde ook de muziekacademie van Watermaal-Bosvoorde in de jaren 1970 en vanaf 1980 tot 1991.
Zijn muziek volgt een "romantisch-expressionistische traditie", verrijkt met "innovatieve hedendaagse onderzoekingen". Zijn eerste vioolconcert was het verplichte werk bij de Koningin Elisabethwedstrijd viool van 1980, in 1988 gevolgd door Aria modo di vocalizzo voor de rubriek zang. Dexia financierde zes composities die verplicht werk werden bij het Pro Civitate-concours. Van 1995 tot 2000 was hij huiscomponist van het Festival van Vlaanderen. Vanaf 2004 was hij docent bij de Muziekkapel Koningin Elisabeth.
Broer Johan Van Rossum (1940) is eveneens musicus.
Frederik Van Rossum was drager van de Leopoldsorde.
Van Rossum overleed op 24 februari 2025 op 85-jarige leeftijd.

## Werken
Bij het uitbrengen van het Lexicon Vlaamse componisten in 2007 had hij 80 werken op zijn naam. Te noemen zijn:
- Adagio voor piano, opus 4
- Sonata in un tempo voor piano, opus 5
- Sinfonietta voor orkest, opus 7
- Cantate Sacrée voor koor en piano, opus 9
- Douze miniatures voor piano, opus 10
- Sinfonia concertante voor hoorn, piano, slagwerk en orkest, opus 11 (1967)
- Douze miniatures voor orkest, opus 13
- Divertimento voor strijkers, opus 15
- Eglogue voor piano, opus 24 nr. 1
- Conte bleu voor piano, opus 24 nr. 2
- Epitaphe voor strijkorkest, opus 25
- Réquisitoire voor koper en slagwerk, opus 28
- Concert voor piano en orkest Slovienska Duca, opus 30 (1975)
- Three short pieces for the white keys voor piano, opus 31 - Hommages aan Igor Stravinsky, Henryk Górecki, Sergej Prokofjev
- Concert voor viool en orkest nr. 1, opus 37 (1980)
- Concert voor hoorn en orkest, opus 39
- Black and White voor piano, opus 40 (1982)
- Little Style-studies voor piano, opus 41
- Catharsis voor twee piano's, opus 42
- In memoriam Glenn Gould voor piano, opus 43 (1984)
- Douze préludes voor piano, opus 44 (1985-1986)
- Concerto voor viool en orkest nr. 2, opus 45
- Aria a modo di vocalizzo, opus 47
- Ballade voor piano, opus 49 (1989)
- Waves voor piano, opus 51 (1990)
- Ricercare festivo voor gemengd koor a capella, opus 52
- Al di la dello scuro voor piano (1995)
- Pathetic story, concert voor altsaxofoon, strijkorkest, harp, piano en slagwerk, opus 61 (2006)

## Discografie
Bron: Muziekweb.
Platen volledig gewijd aan muziek van Van Rossum
- Ensemble d’archets Eugène Ysaÿe, Lola Bobesco, viool; Nationaal Orkest van België, André Vandernoot, dirigent (Label : Alpha, ref 3075, LP)
- Frédéric Menguy, piano (Label: René Gailly, ref CD87129, 1989, CD)
- Frederik Van Rossum, piano, André Vandernoot, dirigent, Nationaal Orkest van België (Label: René Gailly, ref CD86009,1989, CD)
- Piano Works - Vol 1, Frederik Van Rossum, piano (Label: René Gailly, ref 1982 023, 1982, LP)
- Brian Priestman, dirigent, Nationaal Orkest van België, Francis Orval, hoorn (Label: Ed. discographiques du concours Reine Elisabeth, ref 1980 015, : 1980, LP)
- Jacques Vanherenthals, dirigent, Ensemble orchestral de Bruxelles, Chœurs de Chambre de Bruxelles, Demiriz Muhiddin, piano, Eugène Galand, piano: Divertimento op. 15, Épitaphe op. 25, Ricercare festivo op. 52, Catharsis op. 42, Sinfonietta op. 7. (Label: Pavane Records, ref AWD7499, 2005, CD)

Platen die muziek van Van Rossum bevatten
- Musique belge pour clavier (disque IBM, 1980, LP) : Frederik Van Rossum en Dominique Cornil, piano

## Prijzen en onderscheidingen
- 1965: Belgische Prix de Rome
- 1968: compositieprijs van Gemeente Ukkel
- 1972: Koopal-prijs
- 1973: Grand Prix musical Paul Gilson (Québec, Canada)
- 1977: Irene Fuerison-prijs
- 1981: Internationale Componistentribune van Unesco (Réquisitaorvoor kopers en slagwerk opus 28)